# Oblęgór
Oblęgór – wieś w Polsce położona w województwie świętokrzyskim, w powiecie kieleckim, w gminie Strawczyn.
| SIMC    | Nazwa                 | Rodzaj     |
| ------- | --------------------- | ---------- |
| 0273784 | Duże Pole             | część wsi  |
| 0273413 | Huta Oblęgorska Dolna | przysiółek |
| 0273420 | Huta Oblęgorska Górna | przysiółek |
| 0273790 | Kuźniczka             | część wsi  |
| 0273809 | Małe Pole             | część wsi  |
| 0273815 | Osiczyna              | część wsi  |
| 0273821 | Sieniów               | część wsi  |
| 0273821 | Studzianki            | część wsi  |
| 0273844 | Zamurze               | część wsi  |
| 0273850 | Zbrza                 | część wsi  |

W latach 1975–1998 miejscowość administracyjnie należała do województwa kieleckiego.
Przez wieś przechodzi  zielona ścieżka rowerowa do Strawczyna.